# Свињар
Свињар је назив за човека чије је занимање било да чува свиње. Ово занимање је постајало још у најранијим временима.

## О занату
Данас се више не могу видети њиве и поља на којима се налази чопор свиња. Некада су се истеривала из штала и обора говеда, коњи и свиње на испашу. Свиње је тада чувао свињар. Свињар је обично чувао свиње које припадају другим људима, једном или неколико власника. Сваког јутра, од пролећа до јесени, свињар се оглашавао пуцњавом бича и дувањем у рог. 
Свињарски бич је имао кратко држање на којем је била увезана танка а дугачка штранка, која се завршавала швигаром, док је рог био крављи и дувањем је давао својствен пригушен звук. Свињар је користио и дрвену ћушку за терање свиња, а то је био штап са чворноватим задебљањем на врху. 
Обавеза свињара није била само да тера свиње на испаши већ је био дужан и да их напаја, да из бунара вади воде колико год је потребно.
Бирање свињара обављало се сваке године, бирало га је цело село и погађало се тада за његову некакву месечну надокнаду.